# Maniac Cop 2
Série Maniac Cop
Maniac Cop
(1988) Maniac Cop 3
(1993)
Pour plus de détails, voir Fiche technique et Distribution.
Maniac Cop 2 ou Le Flic de l'enfer 2 est un film américain réalisé par William Lustig et sorti en 1990. Il s'agit de la suite directe de Maniac Cop, du même réalisateur, sorti en 1988. Ce second volet de la saga Maniac Cop sort principalement directement en vidéo.

## Synopsis
Après avoir affronté les forces de l'ordre de New York, notamment Jack Forrest et Theresa Mallory, le tueur-policier mort-vivant Matt Cordell refait surface. Il tue notamment l'employé d'une épicerie qui était en train de se faire braquer.
Alors que les fêtes de fin d'années approchent, Jack et Theresa apprennent qu'ils ne sont plus suspectés par les autorités. Edward Doyle, le nouveau commissaire, ne croit cependant pas à leur histoire sur Cordell, qu'il pense mort à la prison de Sing Sing quelques années plus tôt, comme l'atteste la version officielle. Il les oblige par ailleurs à avoir des rendez-vous avec Susan Riley, une officier psychologue des services de police. Le lieutenant Sean McKinney, récemment impliqué dans une fusillade, est lui aussi contraint de s'entretenir avec Susan Riley.
Alors qu'il achetait le journal, Jack est tué par le policier maniaque. Theresa est appelée pour identifier le corps. L'enquête est confiée à Sean McKinney. Ses supérieurs veulent cependant ne pas trop ébruiter l'affaire pour ne pas révéler la corruption qu'avait jadis tenter de dénoncer Cordell. Pour tout dévoiler au grand public, Theresa décide cependant de participer au show télévisé de Lew Brady. Susan Riley, qui commence de plus en plus à la croire, décide de l'accompagner. Sur la route, leur taxi est attaqué par Cordell. Theresa est tuée par le Maniac Cop alors que Susan s'en sort, malgré un violent accident de voiture. Dans l'ambulance, elle confirme à McKinney qu'elle a bien vu Cordell. Susan parvient à participer à l'émission télévisée de Lew Brady où elle se confronte au commissaire Doyle. Elle révèle devant les caméras que le tueur n'est autre que Matt Cordell.
En parallèle, un autre tueur en série, Steven Turkell, sévit en ville et cible des strip-teaseuses. Il attaque ainsi l'une d'elle, Cheryl, à son hôtel après l'avoir repérée dans un bar à strip-tease. Alors que des policiers arrivent pour la secourir, Cordell fait irruption et s'enfuit avec Turkell. Ce dernier emmène ensuite Cordell dans son "antre". Alors qu'il tente de communiquer avec lui, le policier-tueur lui révèle péniblement son nom de famille. Il lui raconte ce qu'il lui est arrivé après son procès et comment il a été tué en prison.
Susan et McKinney font ensuite la tournée des bars avec Cheryl, pour tenter d'identifier le tueur de strip-teaseuses. La danseuse repère rapidement Steven Turkell, qui se fait ensuite appréhender par Susan. McKinney se rend ensuite chez Turkell, espérant y trouver Cordell. Mais celui-ci se trouve au commissariat où il massacre de nombreux policiers pour libérer Turkell. Susan se retrouve alors prise en otage par les deux tueurs et un autre prisonnier, Joseph Blum, qui projettent de se rendre à Sing Sing pour libérer des condamnés à mort. Les criminels parviennent à s'échapper dans un bus de police. Ils sont pris en chasse par de nombreux policiers, dont McKinney. Ce dernier veut par ailleurs forcer le commissaire Doyle à avouer qu'il a fait condamner Cordell alors qu'il était innocent.
Grâce aux papiers officiels pour l'incarcération de Blum, Turkell et Cordell parviennent à entrer à Sing Sing. Arrivé sur les lieux, Doyle tente de calmer Cordell et confessant ses fautes et en lui promettant une réintégration au sein du New York City Police Department. Alors qu'il semblait vouloir se rendre, Cordell se fait attaquer par les mêmes détenus qui l'avaient jadis tué. Alors que son corps est enflammé, Cordell tue plusieurs détenus et Turkell.
Plus tard, le corps de Cordell est enterré parmi d'autres héros de la police new-yorkaise. Susan et McKinney assistent aux funérailles et s'attardent autour de la dépouille. McKinney dépose l'ancien badge de Cordell sur le cercueil. Alors que lui et Susan s'éloignent du cimetière, une main jaillit du cercueil et récupère le badge.

## Fiche technique
Sauf indication contraire, les informations mentionnées dans cette section peuvent être confirmées par la base de données cinématographiques IMDb,  présente dans la section « Liens externes ».
- Titre original et français : Maniac Cop 2
- Titre québécois : Le Flic de l'enfer 2
- Réalisation : William Lustig
- Scénario : Larry Cohen
- Musique : Jay Chattaway
- Photographie : James Lemmo (en)
- Montage : David Kern
- Costumes : Dorothy Amos et Margaret Shan Jensen
- Production : Larry Cohen
- Sociétés de production : Fadd Enterprises, Medusa Pictures, The Movie House Sales Company et Overseas FilmGroup
- Distribution :
- Pays de production :  États-Unis
- Format : Couleurs
- Genre : horreur, fantastique et policier
- Durée : 82 minutes
- Dates de sortie[1] :
  - France : 18 juillet 1990
  - États-Unis : 13 décembre 1990 (première à Los Angeles)
  - États-Unis : 13 juin 1991 (directement en vidéo)
- Classification[2] :
  - États-Unis : R
  - France : interdit aux moins de 12 ans

## Distribution
- Robert Davi : le lieutenant Sean McKinney
- Claudia Christian : Susan Riley
- Michael Lerner : le commissaire Edward Doyle
- Bruce Campbell : Jack W. Forrest Jr.
- Laurene Landon : Teresa Mallory
- Robert Z'dar : Matt Cordell
- Clarence Williams III : Joseph Blum
- Leo Rossi : Steven Turkell
- Lou Bonacki : l'inspecteur Lovejoy
- Paula Trickey : Cheryl
- Charles Napier : Lew Brady
- Robert Earl Jones : Harry
- Hank Garrett : Tom O'Henton
- Sam Raimi : le journaliste
- Danny Trejo : un prisonnier

## Production
Richard Crenna a été envisagé pour le rôle d'Edward Doyle. Robert Downey Sr. devait initialement incarner le présentateur Lew Brady. Finalement indisponible, il est remplacé au pied levé par Charles Napier.
Le tournage a lieu de décembre 1989 et février 1990. Il se déroule à New York (Manhattan, cimetière du Calvaire...), Los Angeles, Culver City et dans le New Jersey (West New York).

## Autour du film
Le film est dédié à la mémoire de Joe Spinell, mort en 1989, acteur-scénariste de Maniac également réalisé par Lustig en 1980.